# NBA Az év újonca
A National Basketball Association Az év újonca (vagy Wilt Chamberlain-trófea) egy díj, amelyet évente adnak át az alapszakasz végén az adott szezon legjobb újoncának vagy újoncainak. A díjat először hivatalosan az 1952–53-as szezonban adták át, az Eddie Gottlieb trófeát a Philadelphia Warriors edzőjéről nevezték el. A győztest amerikai és kanadai újságírók döntik el, első, második és harmadik helyezettre is szavaznak. A legtöbb szavazatot kapó játékos nyeri el a díjat (attól függetlenül, hogy mennyi szavazatot kap az első helyre).
A legutóbbi díjat Stephon Castle (San Antonio Spurs) nyerte el. A győztesekből huszonhármat választottak a draft első helyén. Tizenhat győztes elnyerte karrierje során a NBA Most Valuable Player díjat is, ebből ketten, Wilt Chamberlain és Wes Unseld egy szezonban nyerte el a kettőt. A már nem aktív győztesek közül 30-at iktattak be a Naismith Memorial Basketball Hall of Fame-be. Háromszor hirdettek két győztest egy szezonban: Dave Cowens és Geoff Petrie az 1970–71-es szezonban, Grant Hill és Jason Kidd az 1994–95-ös szezonban, illetve Elton Brand és Steve Francis az 1999–2000-es szezonban. Öt játékos nyerte el a díjat az összes első helyezett szavazatot elnyerve: Ralph Sampson, David Robinson, Blake Griffin, Damian Lillard, Karl-Anthony Towns és Victor Wembanyama.
Patrick Ewing (Jamaica), Pau Gasol (Spanyolország), Kyrie Irving (Ausztrália), Ben Simmons (Ausztrália), Andrew Wiggins (Kanada), Luka Dončić (Szlovénia) és Victor Wembanyama (Franciaország) azok a játékosok, akik nem az Egyesült Államokban születtek és elnyerték a díjat. Hárman ezek közül rendelkeznek két állampolgársággal születési alapon: Wiggins és Simmons apja amerikai, míg Irvingnek mindkét szülője az Egyesült Államokban született. Ewing 11 évesen költözött Bostonba, Irving pedig 2 évesen az Egyesült Államokba. Wiggins és Simmons középiskolás korukban költöztek Amerikába. Gasol, Dončić és Wembanyama az egyetlenek, akik NBA-karrierjük előtt nem játszottak az országban. Paolo Banchero ugyan olasz válogatott, de az Egyesült Államokban született.
Gasol (FC Barcelona – Liga ACB és Euroliga), Dončić (Real Madrid – Liga ACB és Euroliga), Ball (BC Prienai – LBL, Los Angeles Ballers – JBA, Illawarra Hawks – NBL) és Wembanyama (Nanterre 92, ASVEL Basket, Metropolitans 92 – LNBA és Euroliga) mind játszottak profi kosárlabdát, mielőtt draftolták volna őket az NBA-be. Ball elnyerte az NBL Az év újonca díjat is, míg Wembanyamát háromszor is az LNBA legjobb fiataljának választották.

## Győztesek
| ^   | Jelenleg is aktív                                        |
| *   | Beiktatva a Naismith Memorial Basketball Hall of Fame-be |
| (u) | Elnyerte az összes első helyezett szavazatot             |
| D#  | Draft helyezés                                           |
| DÉ  | Draft éve                                                |
| T   | Területi választás                                       |

| Szezon  | Játékos                 | Poszt | Nemzetiság                     | Csapat                            | D#  | DÉ   |
| ------- | ----------------------- | ----- | ------------------------------ | --------------------------------- | --- | ---- |
| 1952–53 | Don Meineke             | F/C   | Egyesült Államok               | Fort Wayne Pistons                | 12  | 1952 |
| 1953–54 | Ray Felix               | C     | Egyesült Államok               | Baltimore Bullets                 | 1   | 1953 |
| 1954–55 | Bob Pettit*             | F/C   | Egyesült Államok               | Milwaukee Hawks                   | 2   | 1954 |
| 1955–56 | Maurice Stokes*         | F/C   | Egyesült Államok               | Rochester Royals                  | 2   | 1955 |
| 1956–57 | Tom Heinsohn*           | F     | Egyesült Államok               | Boston Celtics                    | T   | 1956 |
| 1957–58 | Woody Sauldsberry       | F/C   | Egyesült Államok               | Philadelphia Warriors             | 60  | 1957 |
| 1958–59 | Elgin Baylor*           | F     | Egyesült Államok               | Minneapolis Lakers                | 1   | 1958 |
| 1959–60 | Wilt Chamberlain*       | C     | Egyesült Államok               | Philadelphia Warriors (2)         | T   | 1959 |
| 1960–61 | Oscar Robertson*        | G     | Egyesült Államok               | Cincinnati Royals (2)             | 1/T | 1960 |
| 1961–62 | Walt Bellamy*           | C     | Egyesült Államok               | Chicago Packers (2)               | 1   | 1961 |
| 1962–63 | Terry Dischinger        | F/G   | Egyesült Államok               | Chicago Zephyrs (3)               | 8   | 1962 |
| 1963–64 | Jerry Lucas*            | F/C   | Egyesült Államok               | Cincinnati Royals (3)             | T   | 1962 |
| 1964–65 | Willis Reed*            | C/F   | Egyesült Államok               | New York Knicks                   | 8   | 1964 |
| 1965–66 | Rick Barry*             | F     | Egyesült Államok               | San Francisco Warriors (3)        | 2   | 1965 |
| 1966–67 | Dave Bing*              | G     | Egyesült Államok               | Detroit Pistons (2)               | 2   | 1966 |
| 1967–68 | Earl Monroe*            | G     | Egyesült Államok               | Baltimore Bullets (4)             | 2   | 1967 |
| 1968–69 | Wes Unseld*             | C/F   | Egyesült Államok               | Baltimore Bullets (5)             | 2   | 1968 |
| 1969–70 | Lew Alcindor*           | C     | Egyesült Államok               | Milwaukee Bucks                   | 1   | 1969 |
| 1970–71 | Dave Cowens*            | C/F   | Egyesült Államok               | Boston Celtics (2)                | 4   | 1970 |
| 1970–71 | Geoff Petrie            | G     | Egyesült Államok               | Portland Trail Blazers            | 8   | 1970 |
| 1971–72 | Sidney Wicks            | F/C   | Egyesült Államok               | Portland Trail Blazers (2)        | 2   | 1971 |
| 1972–73 | Bob McAdoo*             | C/F   | Egyesült Államok               | Buffalo Braves                    | 2   | 1972 |
| 1973–74 | Ernie DiGregorio        | G     | Egyesült Államok               | Buffalo Braves (2)                | 3   | 1973 |
| 1974–75 | Jamaal Wilkes*          | F/G   | Egyesült Államok               | Golden State Warriors (4)         | 11  | 1974 |
| 1975–76 | Alvan Adams             | C/F   | Egyesült Államok               | Phoenix Suns                      | 4   | 1975 |
| 1976–77 | Adrian Dantley*         | F/G   | Egyesült Államok               | Buffalo Braves (3)                | 6   | 1976 |
| 1977–78 | Walter Davis            | G/F   | Egyesült Államok               | Phoenix Suns (2)                  | 5   | 1977 |
| 1978–79 | Phil Ford               | G     | Egyesült Államok               | Kansas City Kings (4)             | 2   | 1978 |
| 1979–80 | Larry Bird*             | F     | Egyesült Államok               | Boston Celtics (3)                | 6   | 1978 |
| 1980–81 | Darrell Griffith        | G     | Egyesült Államok               | Utah Jazz                         | 2   | 1980 |
| 1981–82 | Buck Williams           | F/C   | Egyesült Államok               | New Jersey Nets                   | 3   | 1981 |
| 1982–83 | Terry Cummings          | F     | Egyesült Államok               | San Diego Clippers (4)            | 2   | 1982 |
| 1983–84 | Ralph Sampson*(u)       | C/F   | Egyesült Államok               | Houston Rockets                   | 1   | 1983 |
| 1984–85 | Michael Jordan*         | G     | Egyesült Államok               | Chicago Bulls                     | 3   | 1984 |
| 1985–86 | Patrick Ewing*          | C     | Egyesült Államok               | New York Knicks (2)               | 1   | 1985 |
| 1986–87 | Chuck Person            | F     | Egyesült Államok               | Indiana Pacers                    | 4   | 1986 |
| 1987–88 | Mark Jackson            | G     | Egyesült Államok               | New York Knicks (3)               | 18  | 1987 |
| 1988–89 | Mitch Richmond*         | G     | Egyesült Államok               | Golden State Warriors (5)         | 5   | 1988 |
| 1989–90 | David Robinson*(u)      | C     | Egyesült Államok               | San Antonio Spurs                 | 1   | 1987 |
| 1990–91 | Derrick Coleman         | F     | Egyesült Államok               | New Jersey Nets (2)               | 1   | 1990 |
| 1991–92 | Larry Johnson           | F     | Egyesült Államok               | Charlotte Hornets                 | 1   | 1991 |
| 1992–93 | Shaquille O’Neal*       | C     | Egyesült Államok               | Orlando Magic                     | 1   | 1992 |
| 1993–94 | Chris Webber*           | F/C   | Egyesült Államok               | Golden State Warriors (6)         | 1   | 1993 |
| 1994–95 | Grant Hill*             | F/G   | Egyesült Államok               | Detroit Pistons (3)               | 3   | 1994 |
| 1994–95 | Jason Kidd*             | G     | Egyesült Államok               | Dallas Mavericks                  | 2   | 1994 |
| 1995–96 | Damon Stoudamire        | G     | Egyesült Államok               | Toronto Raptors                   | 7   | 1995 |
| 1996–97 | Allen Iverson*          | G     | Egyesült Államok               | Philadelphia 76ers                | 1   | 1996 |
| 1997–98 | Tim Duncan*             | F/C   | Egyesült Államok               | San Antonio Spurs (2)             | 1   | 1997 |
| 1998–99 | Vince Carter*           | G/F   | Egyesült Államok               | Toronto Raptors (2)               | 5   | 1998 |
| 1999–00 | Elton Brand             | F     | Egyesült Államok               | Chicago Bulls (2)                 | 1   | 1999 |
| 1999–00 | Steve Francis           | G     | Egyesült Államok               | Houston Rockets (2)               | 2   | 1999 |
| 2000–01 | Mike Miller             | F/G   | Egyesült Államok               | Orlando Magic (2)                 | 5   | 2000 |
| 2001–02 | Pau Gasol*              | F/C   | ESP                            | Memphis Grizzlies                 | 3   | 2001 |
| 2002–03 | Amar'e Stoudemire       | F/C   | Egyesült Államok               | Phoenix Suns (3)                  | 9   | 2002 |
| 2003–04 | LeBron James^           | F     | Egyesült Államok               | Cleveland Cavaliers               | 1   | 2003 |
| 2004–05 | Emeka Okafor            | C/F   | Egyesült Államok               | Charlotte Bobcats (2)             | 2   | 2004 |
| 2005–06 | Chris Paul^             | G     | Egyesült Államok               | New Orleans/Oklahoma City Hornets | 4   | 2005 |
| 2006–07 | Brandon Roy             | G     | Egyesült Államok               | Portland Trail Blazers (3)        | 6   | 2006 |
| 2007–08 | Kevin Durant^           | F     | Egyesült Államok               | Seattle SuperSonics               | 2   | 2007 |
| 2008–09 | Derrick Rose^           | G     | Egyesült Államok               | Chicago Bulls (3)                 | 1   | 2008 |
| 2009–10 | Tyreke Evans            | G/F   | Egyesült Államok               | Sacramento Kings (5)              | 4   | 2009 |
| 2010–11 | Blake Griffin^(u)       | F     | Egyesült Államok               | Los Angeles Clippers (5)          | 1   | 2009 |
| 2011–12 | Kyrie Irving^           | G     | Egyesült Államok               | Cleveland Cavaliers (2)           | 1   | 2011 |
| 2012–13 | Damian Lillard^(u)      | G     | Egyesült Államok               | Portland Trail Blazers (4)        | 6   | 2012 |
| 2013–14 | Michael Carter-Williams | G     | Egyesült Államok               | Philadelphia 76ers (2)            | 11  | 2013 |
| 2014–15 | Andrew Wiggins^         | F/G   | Kanada                         | Minnesota Timberwolves            | 1   | 2014 |
| 2015–16 | Karl-Anthony Towns^(u)  | C     | Egyesült Államok               | Minnesota Timberwolves (2)        | 1   | 2015 |
| 2016–17 | Malcolm Brogdon^        | G     | Egyesült Államok               | Milwaukee Bucks (2)               | 36  | 2016 |
| 2017–18 | Ben Simmons^            | F/G   | Ausztrália                     | Philadelphia 76ers (3)            | 1   | 2016 |
| 2018–19 | Luka Dončić^            | G/F   | Szlovénia                      | Dallas Mavericks (2)              | 3   | 2018 |
| 2019–20 | Ja Morant^              | G     | Egyesült Államok               | Memphis Grizzlies (2)             | 2   | 2019 |
| 2020–21 | LaMelo Ball^            | G     | Egyesült Államok               | Charlotte Hornets (3)             | 3   | 2020 |
| 2021–22 | Scottie Barnes^         | F     | Egyesült Államok               | Toronto Raptors (3)               | 4   | 2021 |
| 2022–23 | Paolo Banchero^         | F     | Olaszország · Egyesült Államok | Orlando Magic (3)                 | 1   | 2022 |
| 2023–24 | Victor Wembanyama^(u)   | C     | Franciaország                  | San Antonio Spurs (3)             | 1   | 2023 |
| 2024–25 | Stephon Castle^         | G     | Egyesült Államok               | San Antonio Spurs (4)             | 4   | 2024 |

## Nem hivatalos győztesek
| Szezon  | Játékos       | Poszt | Nemzetiség       | Csapat                  | D# | DÉ   |
| ------- | ------------- | ----- | ---------------- | ----------------------- | -- | ---- |
| 1947–48 | Paul Hoffman  | G/F   | Egyesült Államok | Baltimore Bullets       | 70 | 1947 |
| 1948–49 | Howie Shannon | G/F   | Egyesült Államok | Providence Steamrollers | 1  | 1949 |
| 1949–50 | Alex Groza    | C     | Egyesült Államok | Indianapolis Olympians  | 2  | 1949 |
| 1950–51 | Paul Arizin*  | F/G   | Egyesült Államok | Philadelphia Warriors   | T  | 1950 |
| 1951–52 | Bill Tosheff  | G     | Egyesült Államok | Indianapolis Olympians  | 32 | 1951 |
| 1951–52 | Mel Hutchins  | F/C   | Egyesült Államok | Milwaukee Hawks         | 2  | 1951 |

## Csapatok szerint
| Díjak száma | Csapatok                                                                    | Játékosok                                                                                    | Évek                               |
| ----------- | --------------------------------------------------------------------------- | -------------------------------------------------------------------------------------------- | ---------------------------------- |
| 6           | Golden State Warriors / San Francisco Warriors / Philadelphia Warriors      | Woody Sauldsberry, Wilt Chamberlain, Rick Barry, Jamaal Wilkes, Mitch Richmond, Chris Webber | 1958, 1960, 1966, 1975, 1989, 1994 |
| 5           | Washington Wizards / Baltimore Bullets / Chicago Zephyrs / Chicago Packers  | Ray Felix, Walt Bellamy, Terry Dischinger, Earl Monroe, Wes Unseld                           | 1954, 1962, 1963, 1968, 1969       |
| 5           | Sacramento Kings / Kansas City Kings / Cincinnati Royals / Rochester Royals | Maurice Stokes, Oscar Robertson, Jerry Lucas, Phil Ford, Tyreke Evans                        | 1956, 1961, 1964, 1979, 2010       |
| 5           | Los Angeles Clippers / San Diego Clippers / Buffalo Braves                  | Bob McAdoo, Ernie DiGregorio, Adrian Dantley, Terry Cummings, Blake Griffin                  | 1973, 1974, 1977, 1983, 2011       |
| 4           | Portland Trail Blazers                                                      | Geoff Petrie, Sidney Wicks, Brandon Roy, Damian Lillard                                      | 1971, 1972, 2007, 2013             |
| 4           | San Antonio Spurs                                                           | David Robinson, Tim Duncan, Victor Wembanyama, Stephon Castle                                | 1990, 1998, 2024, 2025             |
| 3           | Detroit Pistons / Fort Wayne Pistons                                        | Don Meineke, Dave Bing, Grant Hill                                                           | 1953, 1967, 1995                   |
| 3           | Boston Celtics                                                              | Tom Heinsohn, Dave Cowens, Larry Bird                                                        | 1957, 1971, 1980                   |
| 3           | New York Knicks                                                             | Willis Reed, Patrick Ewing, Mark Jackson                                                     | 1965, 1986, 1988                   |
| 3           | Phoenix Suns                                                                | Alvan Adams, Walter Davis, Amar'e Stoudemire                                                 | 1976, 1978, 2003                   |
| 3           | Chicago Bulls                                                               | Michael Jordan, Elton Brand, Derrick Rose                                                    | 1985, 2000, 2009                   |
| 3           | Charlotte Hornets / Charlotte Bobcats                                       | Larry Johnson, Emeka Okafor, LaMelo Ball                                                     | 1992, 2005, 2021                   |
| 3           | Philadelphia 76ers                                                          | Allen Iverson, Michael Carter-Williams, Ben Simmons                                          | 1997, 2014, 2018                   |
| 3           | Toronto Raptors                                                             | Damon Stoudamire, Vince Carter, Scottie Barnes                                               | 1996, 1999, 2022                   |
| 3           | Orlando Magic                                                               | Shaquille O’Neal, Mike Miller, Paolo Banchero                                                | 1993, 2001, 2023                   |
| 2           | Milwaukee Bucks                                                             | Lew Alcindor, Malcolm Brogdon                                                                | 1970, 2017                         |
| 2           | Brooklyn Nets / New Jersey Nets                                             | Buck Williams, Derrick Coleman                                                               | 1982, 1991                         |
| 2           | Houston Rockets                                                             | Ralph Sampson, Steve Francis                                                                 | 1984, 2000                         |
| 2           | Dallas Mavericks                                                            | Jason Kidd, Luka Dončić                                                                      | 1995, 2019                         |
| 2           | Memphis Grizzlies                                                           | Pau Gasol, Ja Morant                                                                         | 2002, 2020                         |
| 2           | Cleveland Cavaliers                                                         | LeBron James, Kyrie Irving                                                                   | 2004, 2012                         |
| 2           | Minnesota Timberwolves                                                      | Andrew Wiggins, Karl-Anthony Towns                                                           | 2015, 2016                         |
| 1           | Atlanta Hawks / Milwaukee Hawks                                             | Bob Pettit                                                                                   | 1955                               |
| 1           | Los Angeles Lakers / Minneapolis Lakers                                     | Elgin Baylor                                                                                 | 1959                               |
| 1           | Utah Jazz                                                                   | Darrell Griffith                                                                             | 1981                               |
| 1           | Indiana Pacers                                                              | Chuck Person                                                                                 | 1987                               |
| 1           | New Orleans Pelicans / Oklahoma City Hornets                                | Chris Paul                                                                                   | 2006                               |
| 1           | Oklahoma City Thunder / Seattle SuperSonics                                 | Kevin Durant                                                                                 | 2008                               |
| 0           | Miami Heat                                                                  | Nincs                                                                                        | Nincs                              |
| 0           | Denver Nuggets                                                              | Nincs                                                                                        | Nincs                              |